# Burt Munro
Pour les articles homonymes, voir Burt Munro (film) et Munro (homonymie).

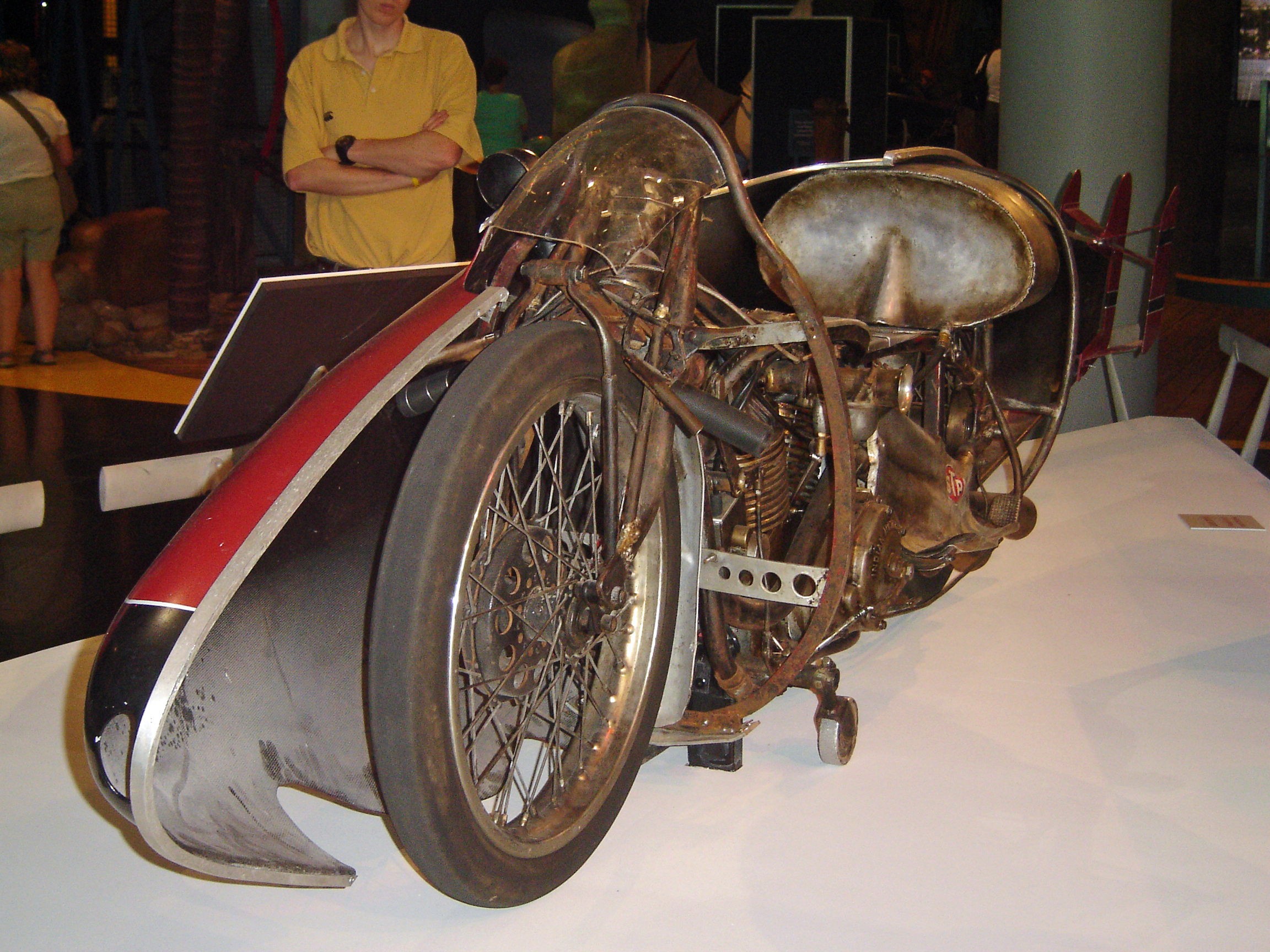
Réplique de la moto Indian Scout utilisée par Burt Munro en 1962.

Herbert James « Burt » Munro était un amateur de moto et détenteur du record du monde de vitesse sur terre avec une moto (catégorie moins de 1 000 cm3). Né en 1899 à Edendale, Nouvelle-Zélande, il est mort en 1978. Il reste une légende pour tous les motards. 
En 1920, à l'âge de 21 ans, il acheta sa fameuse Indian Scout rouge de 600 cm3 à moteur bicylindre, chez un concessionnaire de motos d’Invercargill. Il passa plusieurs années à la modifier en vue de battre le record du monde de vitesse sur terre. Il réalisa lui-même certaines pièces de son engin, comme les pistons, les culasses, l'embrayage et le guidon.

## Records
- En 1957, Munro établit son premier record de vitesse à Open Beach en Nouvelle-Zélande poussant son engin à 210,20 km/h.
- En 1962, il bat son premier record  sur le salar de Bonneville Salt Flats (Utah) en atteignant les 288 km/h avec son Indian, réalésée à 850 cm3. Pour se qualifier, il réalise un parcours à 305,89 km/h, qui établit le record absolu de vitesse sur une Indian. Il réalise par la même occasion un record non officiel (néanmoins officiellement chronométré) de 331 km/h sur un mile départ lancé[1].
- En 1967, au même endroit, Burt Munro à 68 ans réussit à battre son propre record, avec 295,453 km/h, ce qui fait de son Indian la plus rapide de sa catégorie. Ce record reste inégalé, encore aujourd'hui.

Il n'a pas couru que sur Indian. Il a couru en France sur une Velocette (moto anglaise). Grâce à lui, la marque Indian reste dans les mémoires.

## Citation
En 1973, Burt Munro déclare au numéro 1 des magazines moto en Nouvelle-Zélande : « Au lac salé en 1967, on allait tous les deux [lui et sa moto] comme une bombe. C’est alors qu’à mi-parcours, la moto s’est mise à louvoyer. Pour la maintenir sur son cap, je me suis déporté sur la roue arrière. À ce moment-là, le vent m’a arraché mes lunettes et mes yeux se sont révulsés dans leurs orbites. Je ne pouvais plus rien voir ! Nous étions si loin de la ligne noire que nous avions manqué d'un pouce une des bornes métalliques qui jalonnent la route. Je l’ai déposée avec quelques éraflures mais rien d’autre ». À cet instant, Burt filait à près de 331 km/h.

## Film
En 2005, Burt Munro, un film réalisé par Roger Donaldson (Le Pic de Dante, La Recrue) racontant les exploits de Burt Munro, avec dans le rôle principal Anthony Hopkins. Il raconte son premier voyage aux États-Unis, en 1962.